# CMA CGM Jacques Saadé
Pour les articles homonymes, voir Jacques Saadé.
Le CMA CGM Jacques Saadé est un navire porte-conteneurs de la compagnie française CMA CGM. Doté d’une capacité de 23 000 EVP et propulsé au gaz naturel liquéfié (GNL), il porte le nom du fondateur du groupe, Jacques Saadé. Il est le premier d’une famille de 9 navires jumeaux – sister-ships, en anglais –, qui sont les plus grands navires à fonctionner au GNL. Dans sa catégorie, il est aussi le plus gros navire français à naviguer. 
Il entre en service le 23 septembre 2020 sur la ligne « French Asia Line 1 » FAL1 connectant l’Asie à l’Europe.

## Histoire
Le Jacques Saadé est le premier d’une famille de 9 sister-ships propulsés au GNL. La décision de les construire est prise en novembre 2017 par Rodolphe Saadé, PDG du groupe.
Les 8 unités à suivre portent le nom de sites emblématiques de la ville de Paris (CMA CGM Champs-Élysées, Palais Royal, Louvre, Rivoli, Montmartre, Concorde, Trocadéro, Sorbonne). L’ensemble de ces navires est immatriculé au registre international français (RIF) avec Marseille (où se trouve le siège du groupe) comme port d'attache.
Un problème de puissance est détecté par le motoriste WinGD avant la livraison du navire. Si le constructeur assure que le fonctionnement est normal jusqu'à 75 % de la puissance, son moteur 12X92 DF devra subir des modifications lorsque les composants seront disponibles. Les navires suivants, dont les moteurs étaient déjà prêts, devront subir les mêmes modifications.
Il est mis en service le 23 septembre 2020 sur la ligne « French Asia Line 1 » reliant l’Asie à l’Europe. Sa marraine est Tanya Saadé Zeenny, administratrice et directrice générale déléguée du groupe.

## Caractéristiques

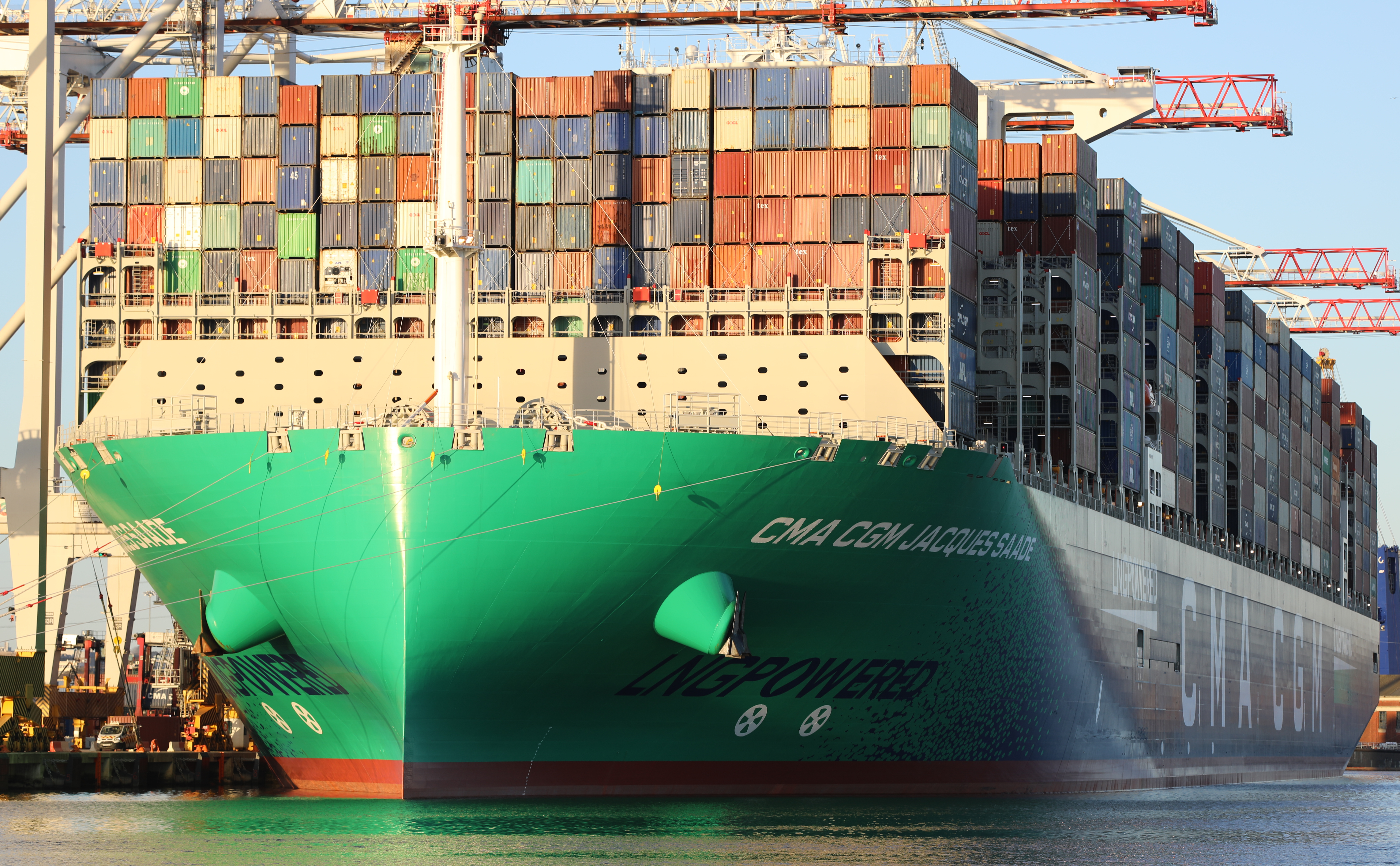
Jacques Saadé au Port de Southampton en novembre 2020.

Le CMA CGM Jacques Saadé est construit par les chantiers CSSC à Shanghai de juillet 2018 à septembre 2020. Il est le plus grand navire fonctionnant au GNL, toutes catégories confondues (et donc le plus grand porte-conteneurs GNL, avec une capacité de 23 112 EVP).
L’usage du GNL pour propulser ces porte-conteneurs est efficace pour résoudre les problèmes de pollution de l'air. Le GNL permet également d’éliminer 99 % des oxydes de soufre,  91 % des particules fines et 92 % des émissions d’oxydes d’azote.
L’impact environnemental des navires propulsés au GNL est moindre par rapport à ceux utilisant des combustibles marins conventionnels. L'indice de conception de l'efficacité énergétique du Jacques Saadé est supérieur de 20 % à la norme pour un navire de cette catégorie.
L’usage du GNL pour propulser ces porte-conteneurs vise à réduire les émissions polluantes, dans une logique de transition énergétique,.
Son autonomie est garantie par une cuve capable de contenir 18 600 m3 de GNL – l'équivalent de 7 piscines olympiques – à la température de −161 °C, condition nécessaire pour le transporter à l’état liquide, et lui permettant d’effectuer avec un seul plein une rotation complète de 23 372 milles nautiques, soit 43 285 kilomètres, entre l’Asie et l’Europe du Nord.
Outre la motorisation au GNL, le Jacques Saadé présente plusieurs caractéristiques qui le différencient des autres navires de la flotte CMA CGM. Le poste de pilotage est équipé de techniques embarquées pour assister l’équipage, notamment dans les phases de manœuvres portuaires. Le design de l’étrave droite avec bulbe intégré, du safran et de l’hélice a été conçu pour améliorer l’hydrodynamisme et réduire la consommation d’énergie.
Le Jaques Saadé, comme ses huit autres navires jumeaux, arbore une livrée spéciale « LNG powered » (LNG ou Liquid Natural Gaz, en anglais) distinctive du reste de la flotte de CMA CGM.